# Kwadrat łaciński
Kwadrat łaciński stopnia {\displaystyle n} – macierz kwadratowa stopnia {\displaystyle n} o wyrazach ze zbioru {\displaystyle \{1,2,3,\dots ,n-1,n\},} taka że żaden wiersz ani kolumna nie zawiera dwóch takich samych wyrazów. Kwadraty łacińskie stosowane są w statystycznym planowaniu eksperymentów.
Czasami zamiast o zbiorze {\displaystyle \{1,2,3,\dots ,n\}} mówimy o {\displaystyle n} różnych wartościach.
Poniżej przedstawione są dwa przykłady kwadratów łacińskich:
{\displaystyle {\begin{bmatrix}1&2&3\\2&3&1\\3&1&2\end{bmatrix}}\qquad {\begin{bmatrix}a&b&d&c\\b&c&a&d\\c&d&b&a\\d&a&c&b\end{bmatrix}}}
Różnych kwadratów łacińskich stopnia {\displaystyle n} jest co najmniej {\displaystyle n!\cdot (n-1)!\cdot (n-2)!\cdot \ldots \cdot 2!\cdot 1!.}
Pionierem analizy kwadratów łacińskich był Leonhard Euler, który używał liter alfabetu łacińskiego.
Sudoku i zbiory krytyczne są przykładem wykorzystania kwadratów logicznych z dodatkowymi warunkami w matematyce rozrywkowej.